# Loré
Loré ist eine Ortschaft und eine ehemalige französische Gemeinde mit 177 Einwohnern (Stand: 1. Januar 2022) im Département Orne in der Region Normandie. Sie gehörte zum Arrondissement Alençon und zum Kanton Bagnoles-de-l’Orne.
Mit Wirkung vom 1. Januar 2016 wurden die bisherigen Gemeinden Juvigny-sous-Andaine, La Baroche-sous-Lucé, Beaulandais, Loré, Lucé, Saint-Denis-de-Villenette und Sept-Forges zu einer Commune nouvelle mit dem Namen Juvigny Val d’Andaine zusammengeschlossen und haben in der neuen Gemeinde den Status einer Commune déléguée. Der Verwaltungssitz befindet sich im Ort Juvigny-sous-Andaine.

## Geographie
Loré liegt etwa 80 Kilometer südlich von Caen und ebensoweit nordwestlich von Le Mans an der Grenze zum benachbarten Département Mayenne in der Region Pays de la Loire.
Nachbargemeinden von Loré waren bis 2016:
- La Baroche-sous-Lucé im Norden,
- Saint-Denis-de-Villenette im Nordosten,
- Sept-Forges im Osten,
- Le Housseau-Brétignoles im Südosten (Département Mayenne),
- Lassay-les-Châteaux im Süden (Département Mayenne),
- Ambrières-les-Vallées im Südwesten (Département Mayenne) und
- Ceaucé im Westen.

Alle Fließgewässer werden vom Fluss Mayenne gesammelt, der die südliche Gemeindegrenze bildete. Das frühere Gemeindegebiet umfasst eine Fläche von 6,34 km² und gehört zum Regionalen Naturpark Normandie-Maine.

### Verkehrsanbindung
Der Ort liegt abseits überregionaler Verkehrsverbindungen, die Départementsstraße D24 verbindet Loré mit den Nachbarorten Sept-Forges und Ceaucé.

## Geschichte

### Bevölkerungsentwicklung
| Jahr      | 1968 | 1975 | 1982 | 1990 | 1999 | 2006 | 2010 |
| Einwohner | 216  | 180  | 158  | 160  | 159  | 161  | 149  |